# Andreas Haase
Andreas Haase von Wranau, česky Ondřej Haase z Vranova = z Vraného (30. srpna 1804, Praha – 26. června 1864, Teplice) byl rakouský knihtiskař a politik z Čech, významný pražský měšťan a podnikatel, v 60. letech 19. století poslanec Českého zemského sněmu.

## Biografie
Vyučil se sazečem v Brně a následně pracoval v pražské tiskárně svého otce Gottlieba (Bohumila) Haaseho. Po jeho smrti roku 1824 převzal společně se svým bratrem Ludvíkem kamenotiskárnu. Od roku 1837 spolu s bratry vedl papírnu ve Vraném nad Vltavou, k ní v roce 1848 přistavěl dílnu na stroje a roku 1857 kotlárnu.
V podniku tiskl také staroslovanské cyrilské a hlaholské tisky. Firma Gottlieb Haase Söhne patřila mezi nejvýznamnější svého druhu v Rakousku. Za svou činnost získal v roce 1844 portugalský Řád Kristův, v roce 1851 mu byl udělen rakouský Řád Františka Josefa a roku 1854 byl povýšen do šlechtického stavu s predikátem Vraného. Roku 1862 získal titul císařského rady.

### Veřejná a politická činnost
Veřejně se angažoval již před rokem 1848. Ve 30. letech ho gremium knihtiskařů v Praze zvolilo za svého předsedu. Od roku 1843 do roku 1848 zasedal v pražském obecním zastupitelstvu. Od roku 1844 působil coby major nově zřízeného měšťanského střeleckého sboru. Významné aktivity vyvíjel během revolučního roku 1848, kdy byl plukovníkem Národní gardy a následujícího roku se stal jejím prozatímním velitelem v Českém království. Na tomto postu setrval do rozpuštění gardy.
V roce 1850 byl zvolen náměstkem starosty Prahy. Funkci zastával do roku 1856, kdy na ni rezignoval, nadále však zůstával členem městské rady. Roku 1861 se po nových volbách stal opět členem městské rady. V letech 1858-1861 byl předsedou pražské obchodní a živnostenské komory. Byl také členem zesíleného zemského výboru. Zastával funkci přispívajícího člena a nakonec ředitele České spořitelny.
Po obnovení ústavního systému vlády počátkem 60. let se zapojil i do vysoké politiky. V zemských volbách v Čechách roku 1861 byl zvolen na Český zemský sněm, kde zastupoval kurii obchodních a živnostenských komor, obvod Praha. Na mandát rezignoval již v prosinci 1861.
Z hlediska národnostního zastával vlastní program, který prezentoval v rozpravě na zemském sněmu v dubnu 1861. V ní odmítl dělení na českou a německou stranu a prohlásil, že na jeho korouhvi nejsou žádné zemské znaky, ale znak jednotného Rakouska. Tento projev kritizoval český tisk. Haase podle něj sice nepatří přímo k německé straně, ale svým proslovem prý poškodil české státoprávní aspirace. Národní listy ho při vzpomínkách na 50. léta 19. století řadí k německé straně, která převládla ve sboru pražských obecních starších. V roce 1862 ho tento list řadil k haasovsko-centralisticko-německé straně, která byla hlavním rivalem české Národní strany. V jiném zdroji z roku 1869 je zase zpětně Haase označen za předáka tzv. pražské mittelpartei (Strany středu). Již v roce 1848 patřil mezi tzv. sedmašedesátníky, tedy skupinu pražských měšťanů, která veřejně poděkovala knížeti Windischgrätzovi za potlačení pražského povstání. Později náležel mezi zakládající členy historického spolku pro dějiny Němců v Čechách (Verein für Geschichte der Deutschen in Böhmen). Roku 1863 se stal i členem Vlastenecko-hospodářské společnosti. Byl také členem Společnosti Musea království Českého.
Z veřejných funkcí odešel koncem roku 1861 na základě vlastního dlouhodobého záměru. Opustil zemský sněm, funkci prezidenta obchodní komory i prezidenta pražské řemeslnické záložny. Zemřel v červnu 1864 po dlouhé nemoci. Pohřben byl na Olšanských hřbitovech.

## Rodina
Byl dvakrát ženat, s manželkou Barbarou a po její smrti s Marií Krumpieglovou (1812-1885) bydlel v objektu tiskárny na Anenském náměstí čp. 211/I a vychovali 6 synů. Pět z nich se dožilo dospělosti: Robert (1835-1872) byl obchodním zástupcem, Emil (* 1837- ) pokračoval ve vedení otcova podniku, stejně jako Quido (1838-1897), Hugo (* 1841-?) a Ondřej (1842-1895).